# 1254
سنة 1254 كانت سنة بسيطة تبدأ يوم الخميس (الرابط يظهر نموذج التقويم الكامل للسنة) من التقويم اليولياني.

## مواليد
- ماركو بولو.
- كارلو الثاني ملك نابولي.

## وفيات
- إنوسنت الرابع.
- فارس الدين أقطاي الجمدار.
- كونراد الرابع ملك ألمانيا.
- أحمد بن حلوان - طبيب، حكيم، وزير، أديب وشاعر شامي.